# Holcosus niceforoi
Espèce
Synonymes
- Ameiva festiva niceforoi Dunn, 1943
- Ameiva niceforoi Dunn, 1943

Holcosus niceforoi est une espèce de sauriens de la famille des Teiidae.

## Répartition
Cette espèce est endémique du département de Tolima en Colombie.

## Étymologie
Cette espèce est nommée en l'honneur de Hermano Nicéforo María.

## Publication originale
- Dunn, 1943 : A new race of Ameiva festiva from Colombia. Notulae Naturae, Academy of Natural Sciences of Philadelphia, vol. 126, p. 1-2.